# Rue de Rome (Paris)
Pour les articles homonymes, voir Rue de Rome.
La rue de Rome est une voie des 8e et 17e arrondissements de Paris.

## Situation et accès
Elle commence boulevard Haussmann, peu après les grands magasins du Printemps, et remonte le long de la tranchée Saint-Lazare jusqu'à la gare de Pont-Cardinet où elle se termine au début du boulevard Pereire. La rue de Rome longe les voies de la gare de Paris-Saint-Lazare.
La rue de Rome est connue pour abriter la plus grande concentration de luthiers et magasins de musique de Paris. 

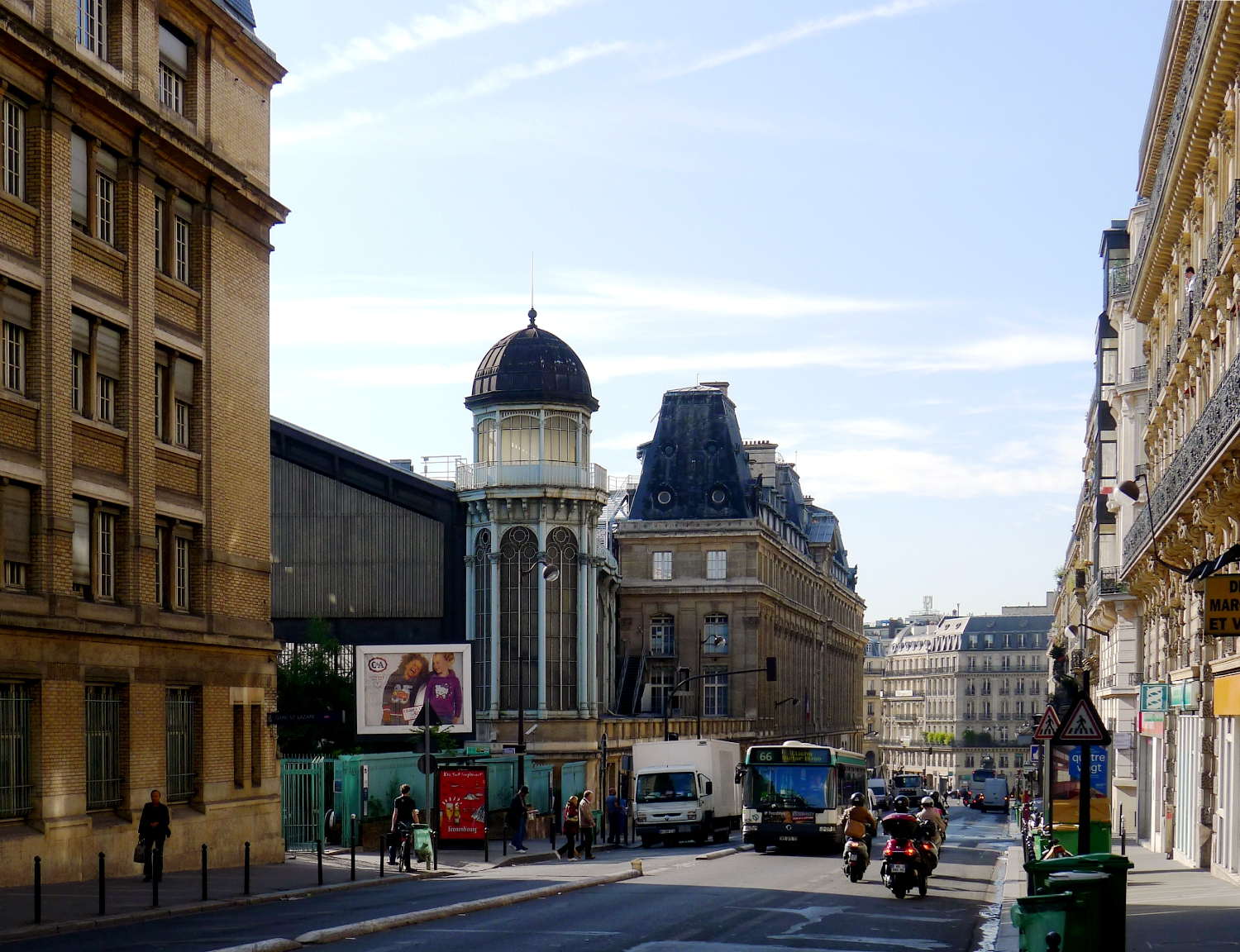
Le long de la gare de Paris-Saint-Lazare.
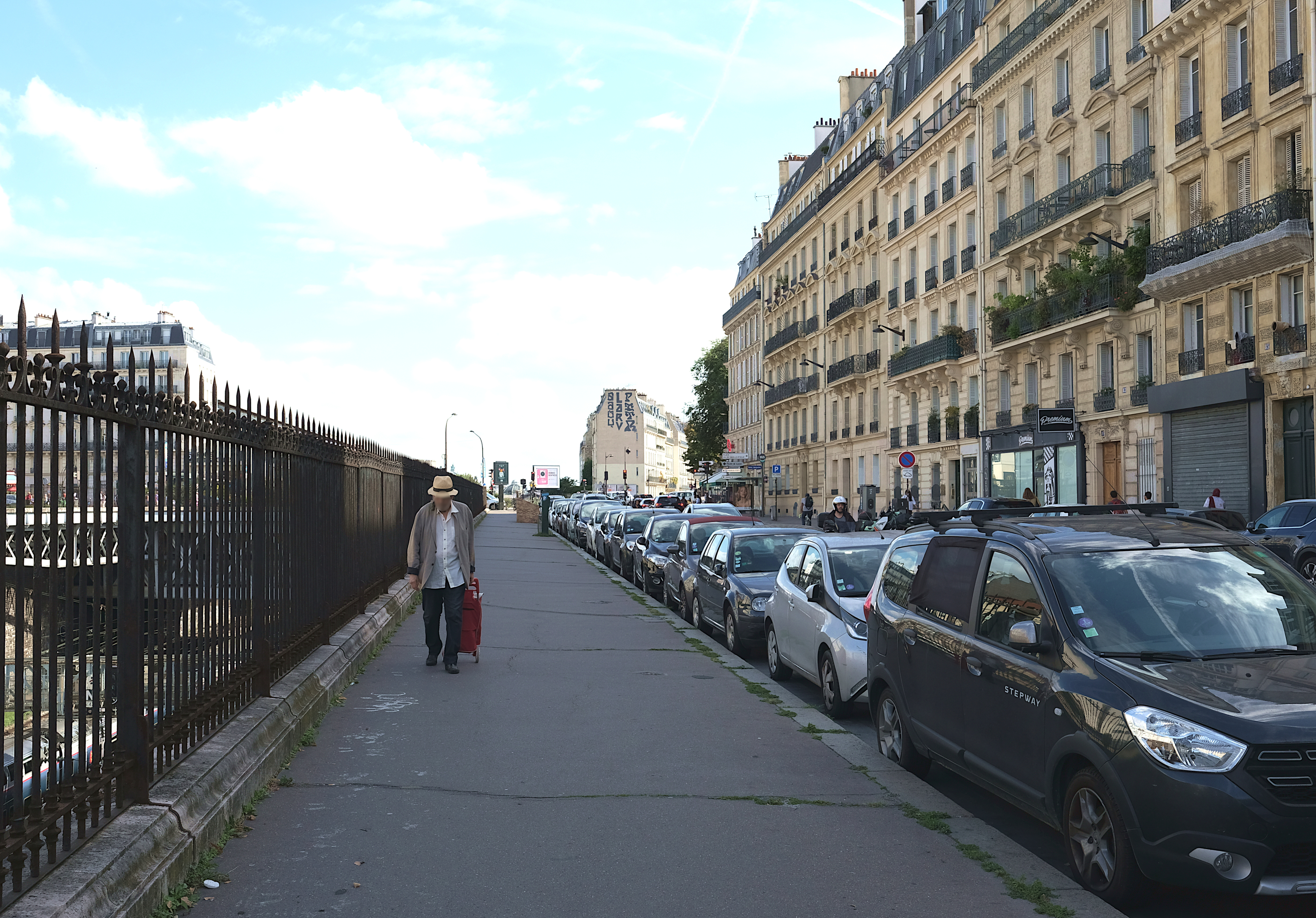
Au niveau de la rue des Dames.
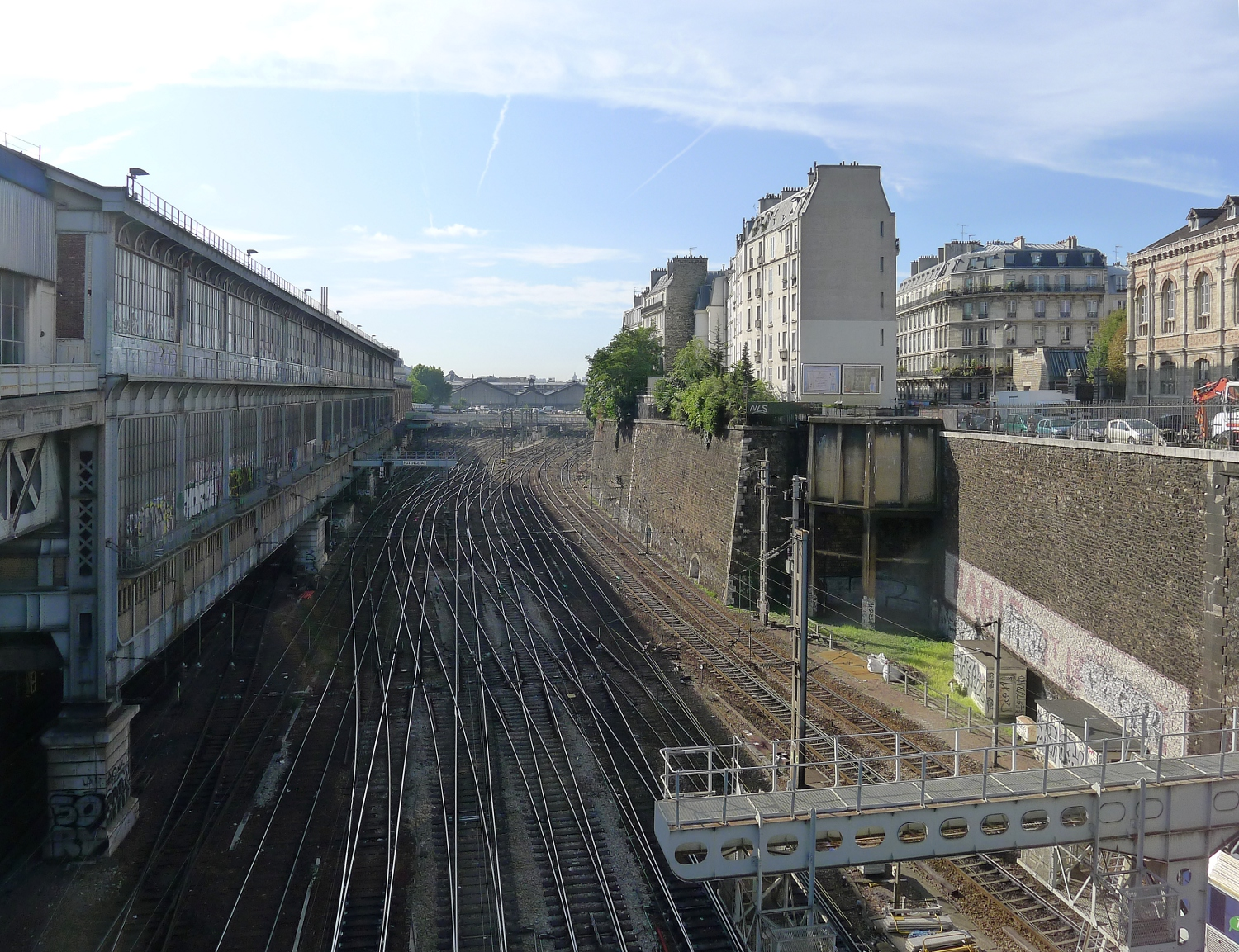
Au niveau du boulevard des Batignolles.
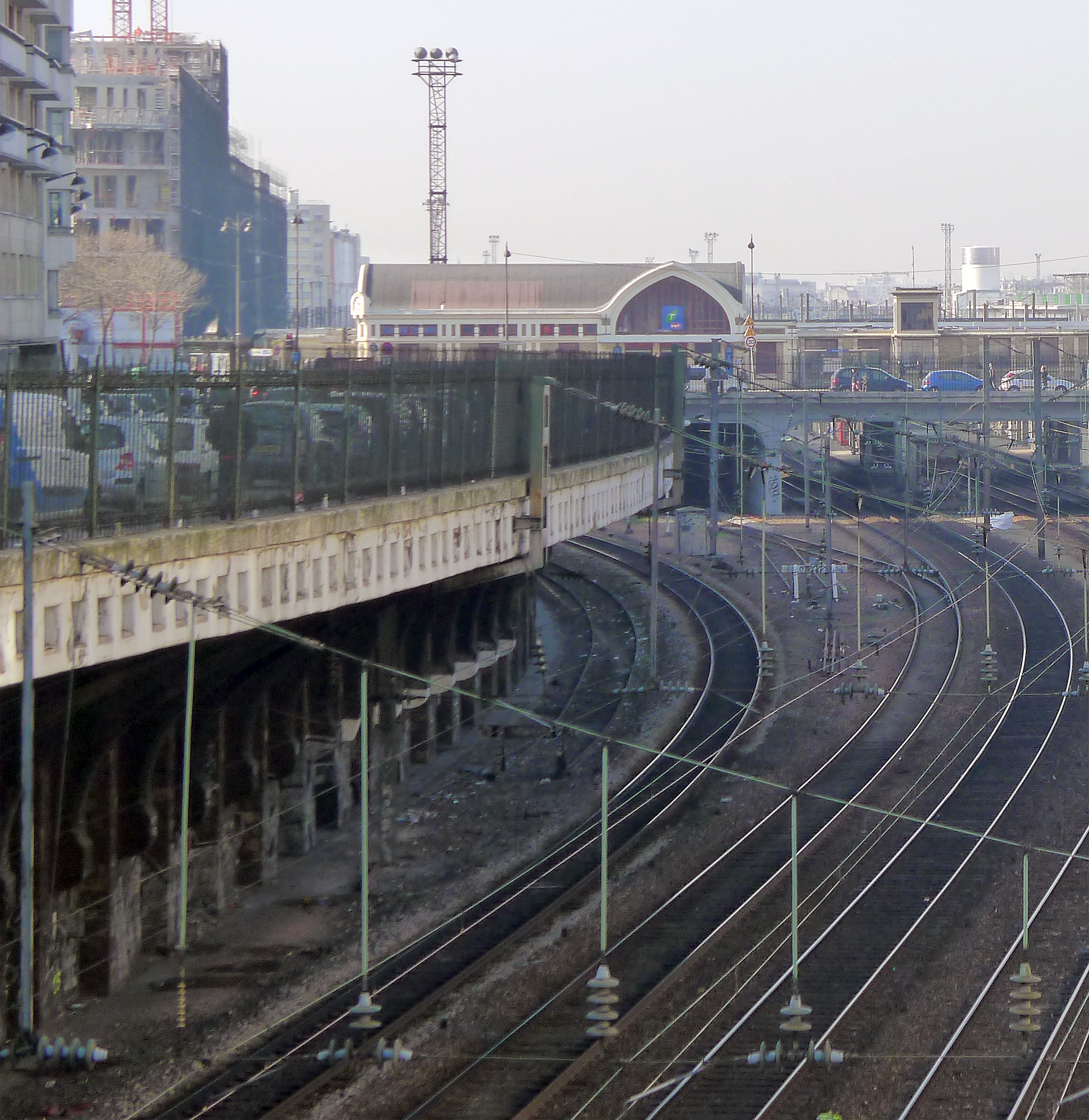
Au niveau de la gare de Pont-Cardinet, la rue surplombe les voies.

## Origine du nom
Son nom rend hommage à la ville de Rome, capitale de l'Italie.

## Historique
La section comprise entre la rue Saint-Lazare et le boulevard des Batignolles, qui longe les voies ferrées, a été ouverte en 1850. Celle comprise entre le boulevard Haussmann et la rue Saint-Lazare date de 1868.
En 1909-1910, la tranchée ferroviaire permettant l'accès à la gare Saint-Lazare est élargie. Un encorbellement au-dessus des voies vient alors soutenir la rue et la quatrième galerie du tunnel des Batignolles est creusée entre le boulevard des Batignolles et la rue La Condamine. La majeure partie du tunnel a été détruite en 1923-1925, mais la galerie sous la rue de Rome a été conservée.
Ayant réalisé plusieurs milliers de photographies en parallèle de son activité littéraire, l'écrivain Émile Zola, à la fin du XIXe siècle, en prend une, avec piétons sous la pluie, au croisement de la rue de Rome et du boulevard des Batignolles

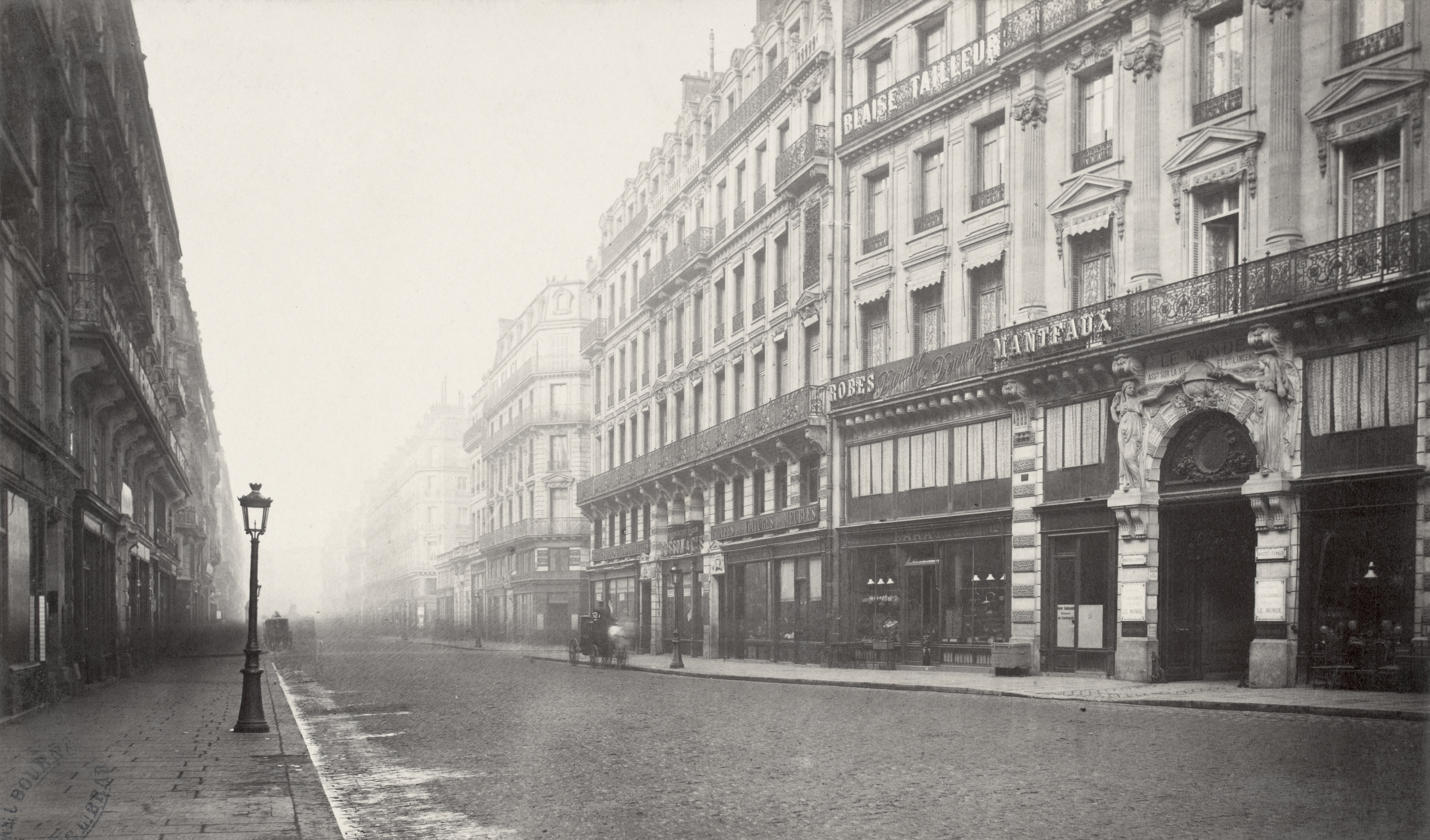
Rue de Rome dans les années 1860 (photographie de Charles Marville).
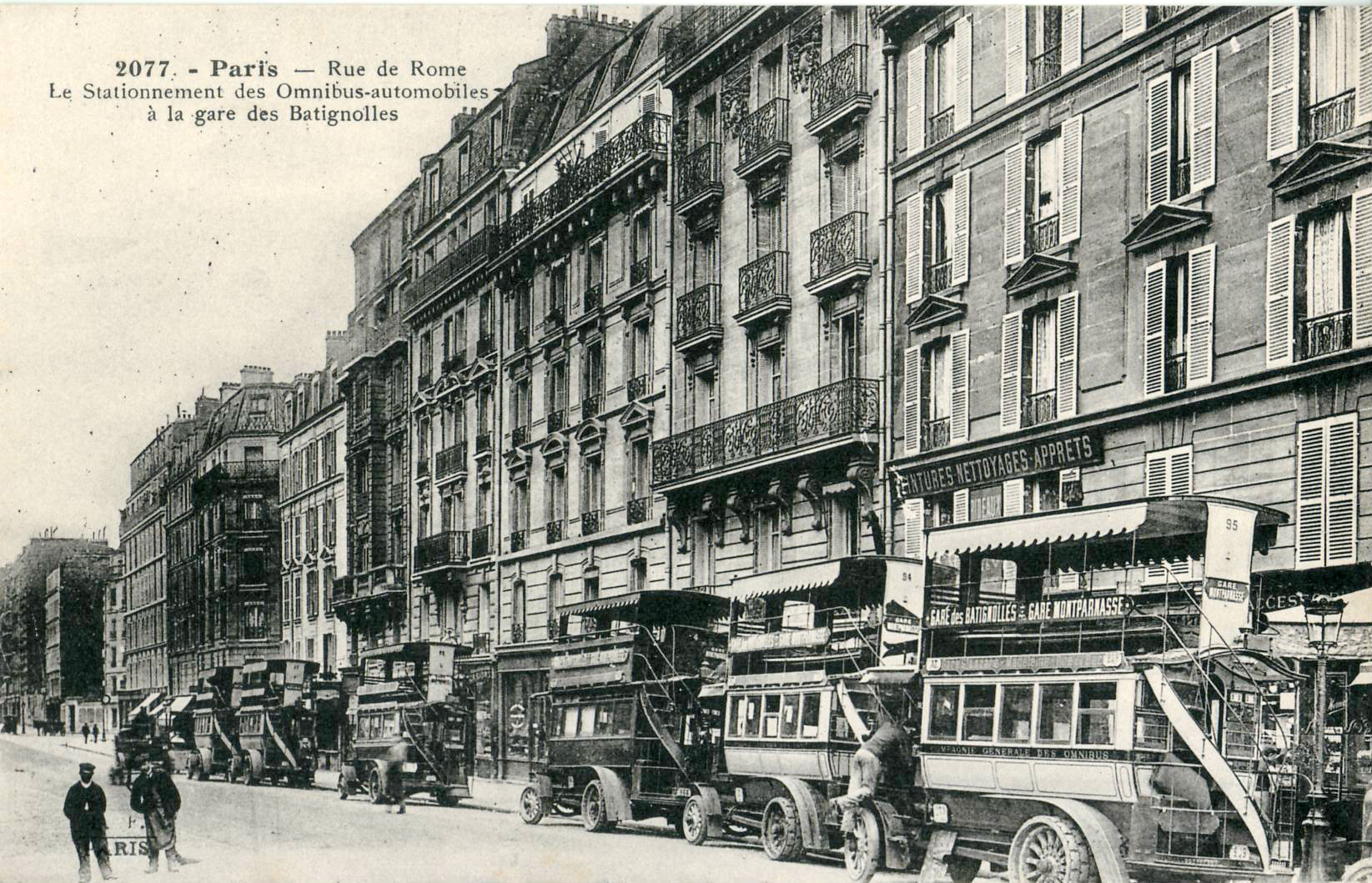
La rue de Rome aux Batignolles, avant la Première Guerre mondiale, où stationnaient les premiers autobus parisiens, exploités par la CGO.
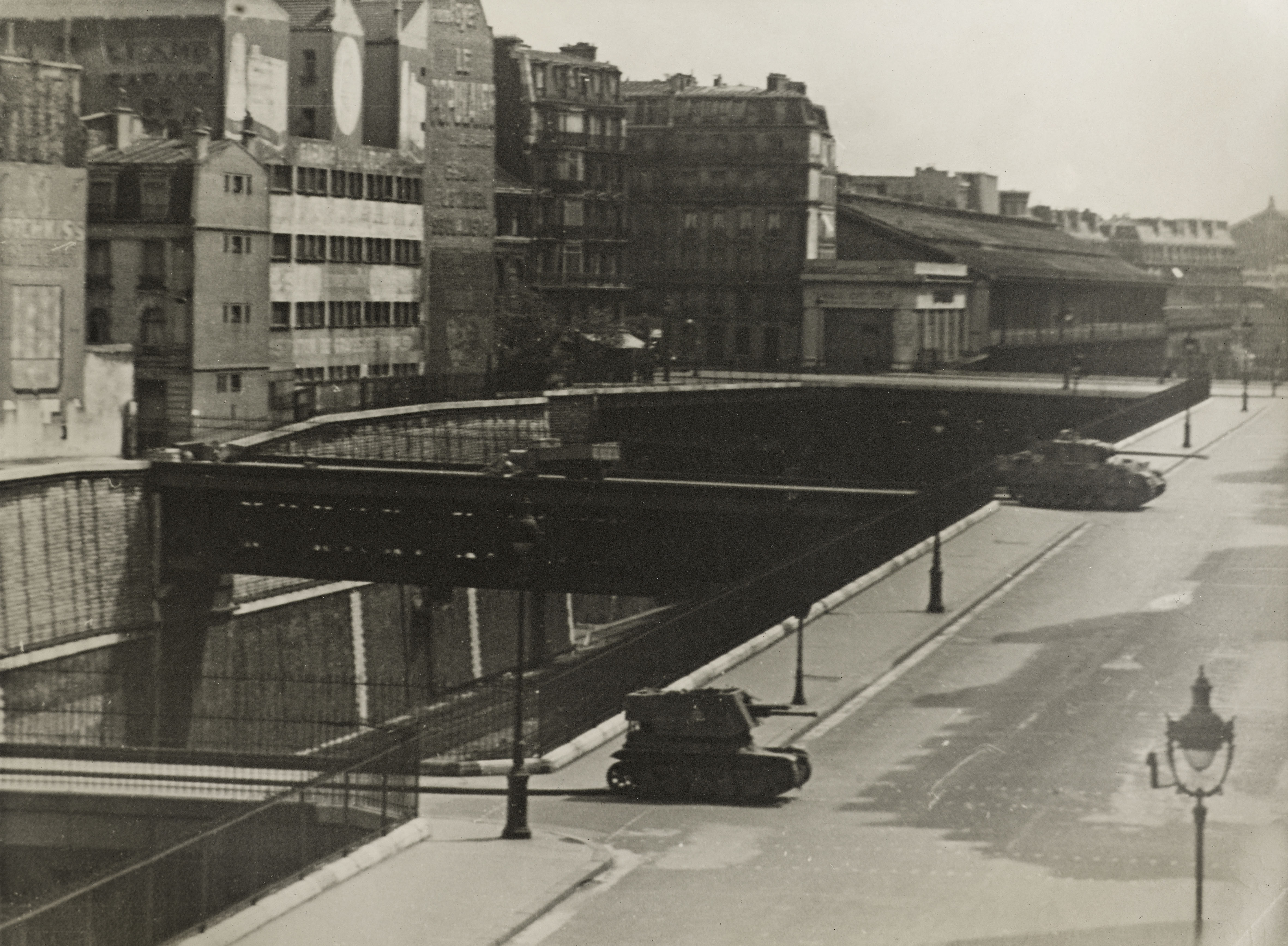
Tanks rue de Rome devant la rue des Dames et la rue de la Condamine le 20 août 1944.

## Bâtiments remarquables et lieux de mémoire
- La rue longe la gare Saint-Lazare sur son flanc ouest.
- La rue borde aussi une façade du lycée Chaptal, entre la rue Bernoulli et le boulevard des Batignolles.
- Au XIXe siècle, un restaurant Bouillon Duval se trouvait à l'intersection avec la rue de la Pépinière.
- No 4 : en 1870, Sarah Bernhardt loue un appartement dans un immeuble récemment construit par l'architecte Jules Bon, qui en est aussi le propriétaire[4]. Elle y est fichée par la police des mœurs, car, pas encore célèbre, elle y reçoit des messieurs plus très jeunes pour arrondir ses fins de mois[5].
- No 10 : Hector Fabre (1834-1910), commissaire général du Dominion Canadien, en 1906[6].
- No 14 : siège de l'Action française de 1917 à 1931[7],[8].
- No 25 : entrée secondaire du lycée Racine, construit en 1887[9].

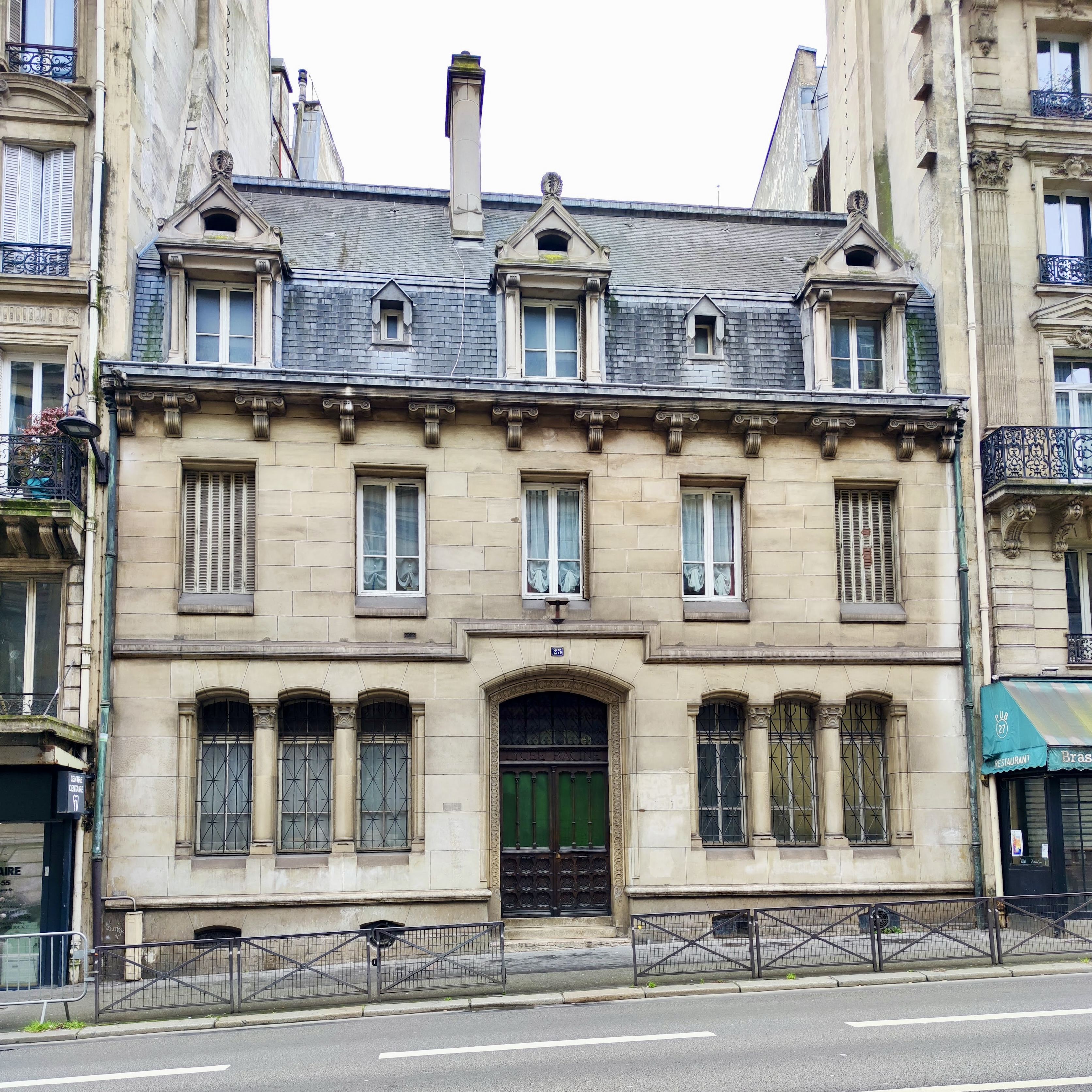
No 25.

- No 35 : Paul Durand-Ruel (1831-1922), marchand d'art français, y habita et y mourut[10].
- No 48 : John Grand-Carteret (1850-1927), écrivain et journaliste en 1910[11].
- No 52 : Méry Laurent (1849-1900), qui y mourut[12].
- Nos 53 et 54 : Charles-Émile Camoin de Vence (1830-1918), juriste et historien.
- No 54 : Léon Gandillot (1862-1912), auteur dramatique, en 1910[11].
- No 58 : Eugène Manuel (1823-1901), poète, professeur et homme politique[13].
- No 62 : 
  - Georges Clairin (1843-1919), artiste peintre en 1910[11] ;
  - Jules Lemaître (1853-1914), critique.
- No 68 : Léon Creux (1875-1938), inventeur, meurt à son domicile le 13 avril 1938.
- No 87 : Stéphane Mallarmé (1842-1898), poète, en 1875. Le numéro de l'immeuble est devenu le no 89 en février 1884[14].
- No 97 : Henri Marret (1878-1964), artiste peintre, fresquiste, maire de Fourqueux en 1900.
- No 99 bis : le 20 septembre 1942, sous l'Occupation, les résistants Maurice Cadet et Mohamed Lakhdar-Toumi lancent une grenade contre l'hôtel Chicago installé à cette adresse, où logeaient des soldats de l’armée allemande[15].
- No 135 bis : Armand Guéry (1853-1912), artiste peintre, eut son atelier en 1905.

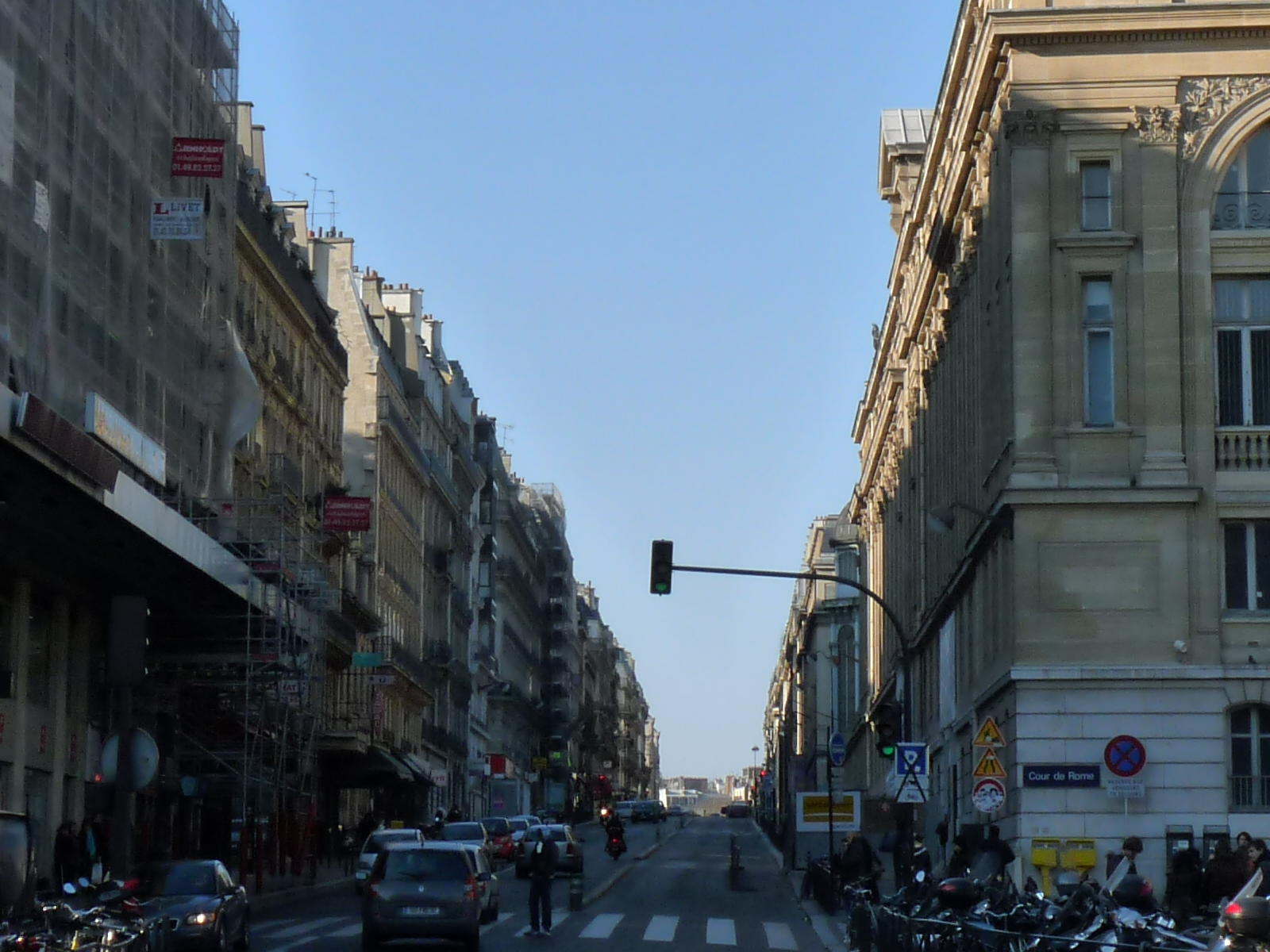
Le début de la rue ; la gare Saint-Lazare à droite.
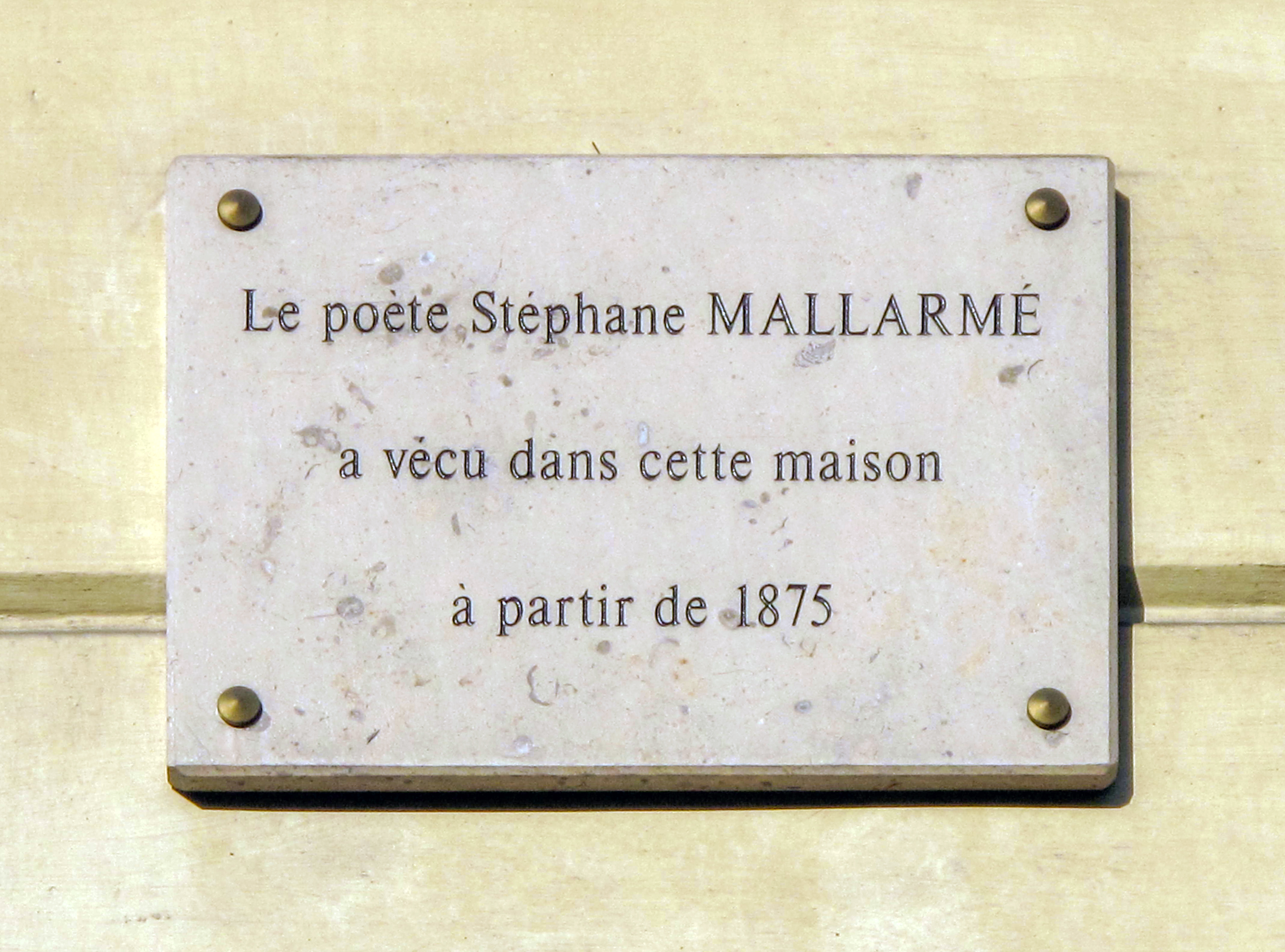
No 87: plaque en hommage à Stéphane Mallarmé.
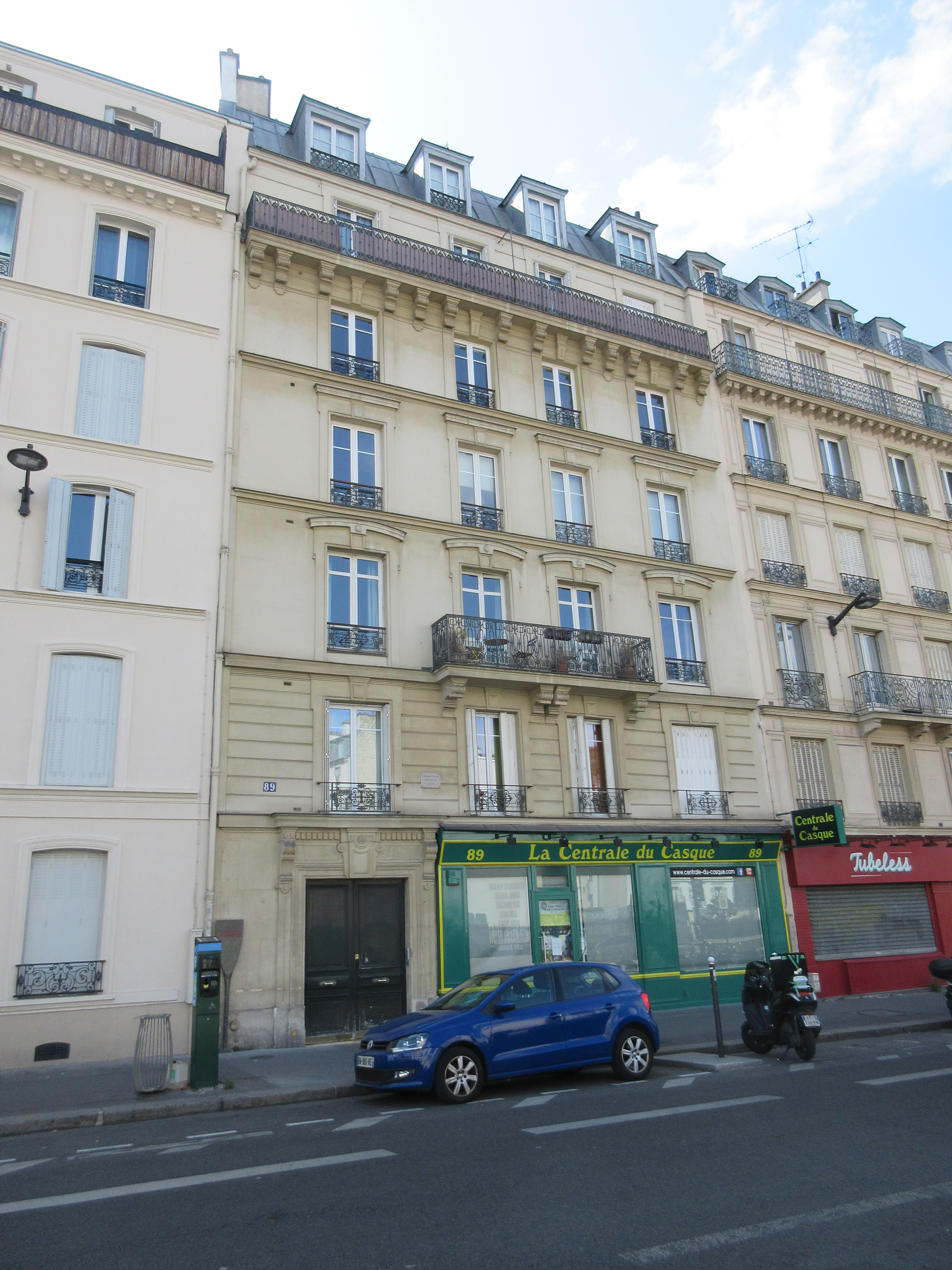
No 89 : rue de Rome ou habita Stéphane Mallarmé.
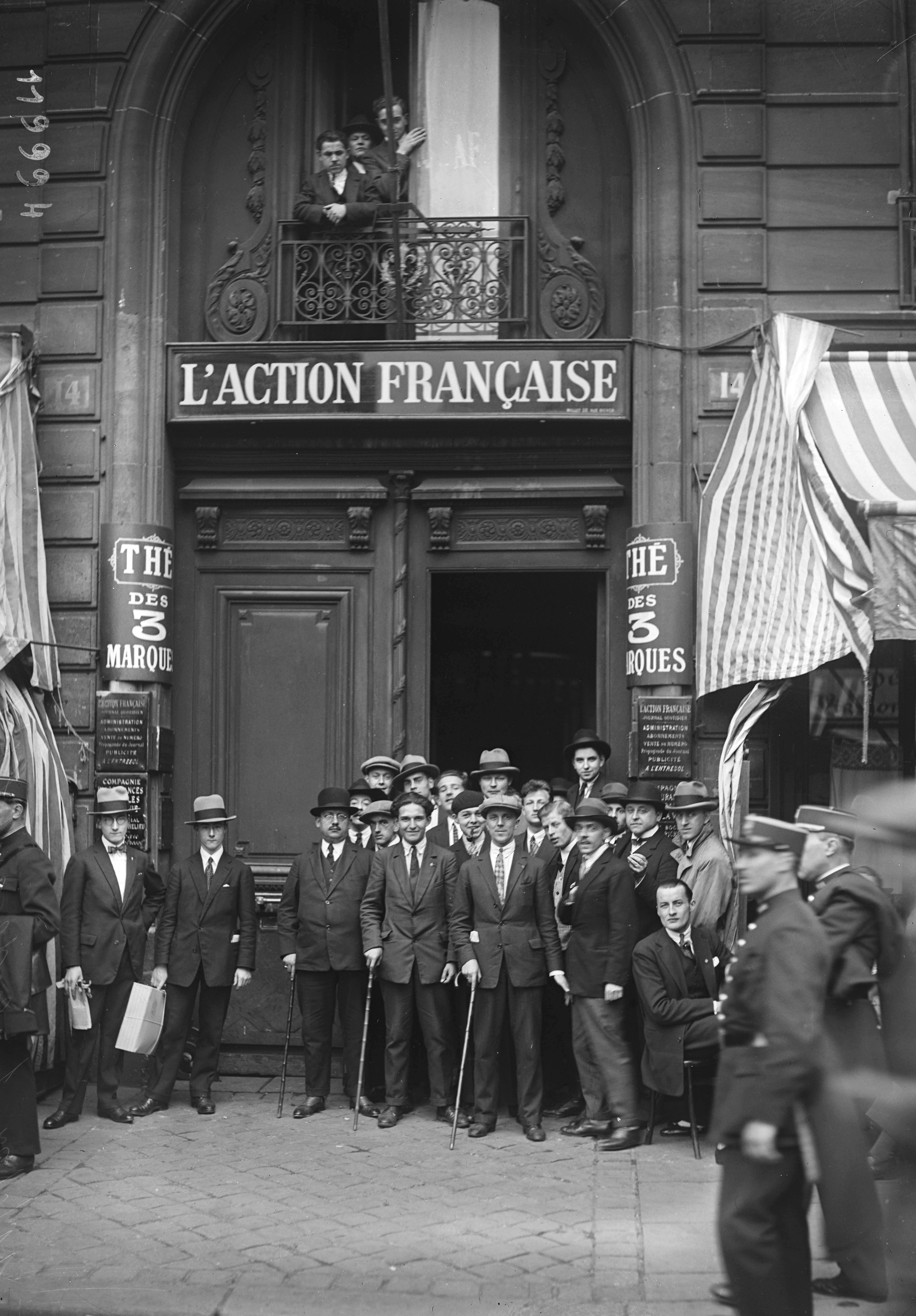
Camelots du Roi devant le siège de l'Action française au no 14 le 11 juin 1927.

## Pour approfondir